# بولت (شركة)
بولت (بالإنجليزية: Bolt)‏ هي شركة تنقل إستونية تقدم خدمات النقل التشاركي وتأجير المركبات الصغيرة وتوصيل الطعام والبقالة وخدمات مشاركة السيارات، يقع المقر الرئيسي للشركة في تالين وتعمل في أكثر من 500 مدينة في أكثر من 45 دولة في أوروبا وإفريقيا وغرب آسيا وأمريكا اللاتينية، ولدى الشركة أكثر من 150 مليون عميل وأكثر من 3 ملايين شريك سائق وسعاة.

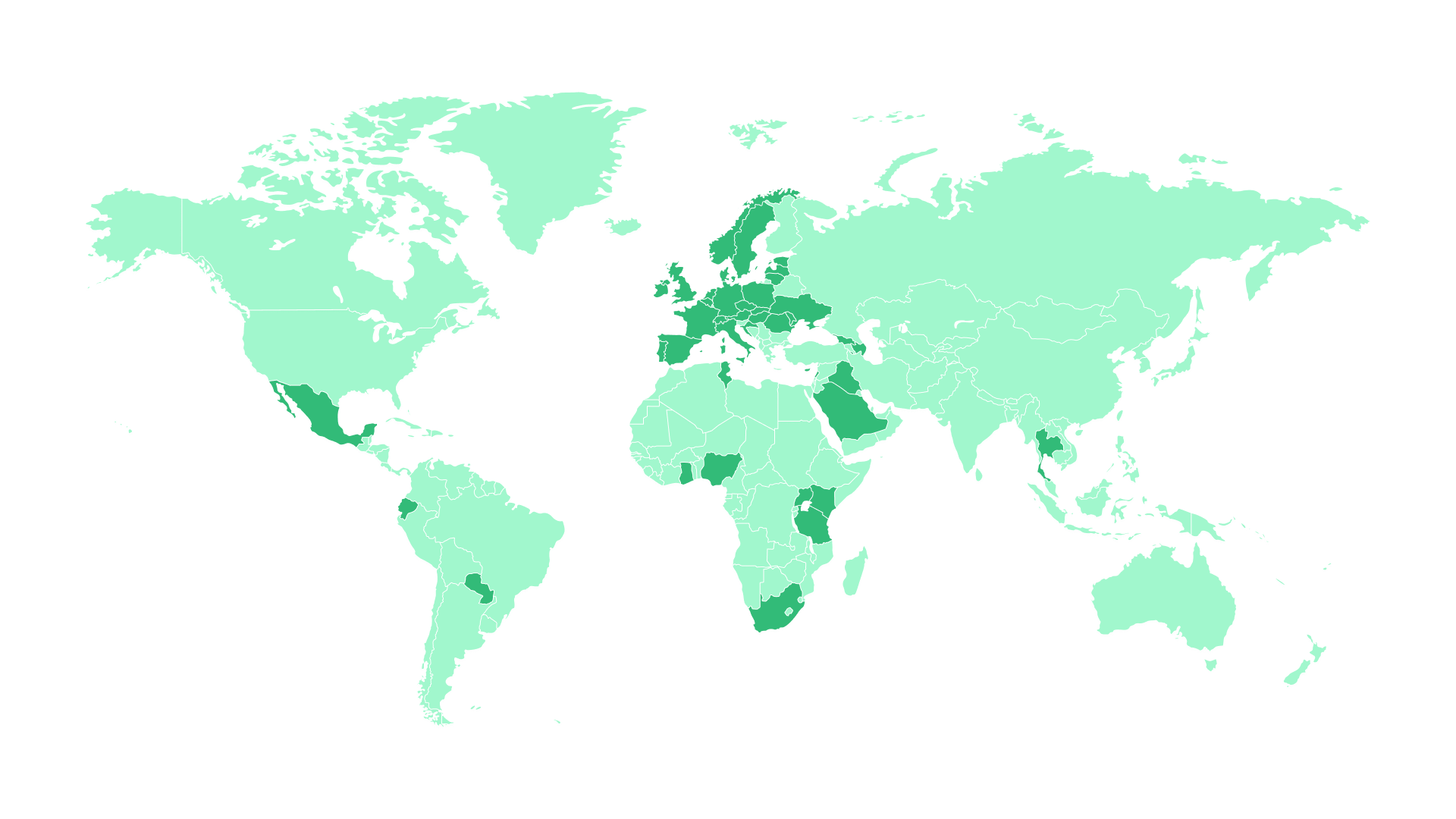
توفر بولت اعتبارًا من مايو 2022:
متاح
غير متاح

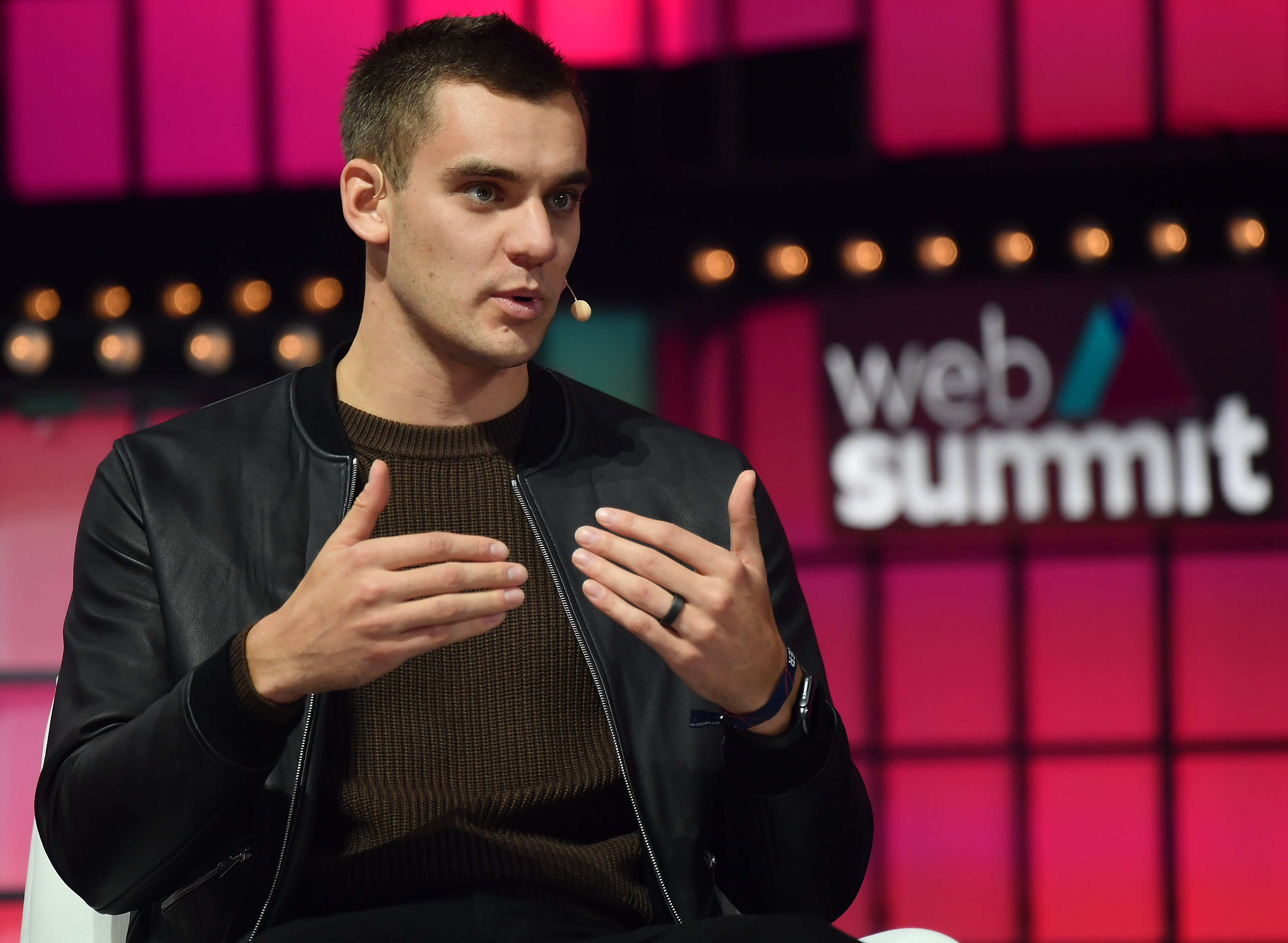
ماركوس فيليج، المؤسس والرئيس التنفيذي لشركة بولت، في 2021

## وصلات خارجية
- الموقع الرسمي